# フェスティナ事件
フェスティナ事件（フェスティナじけん、仏: Affaire Festina, 英: Festina affair）とは、1998年のツール・ド・フランスの開幕前に、大会参戦予定のチームの一つであったフェスティナ・ロータスのチーム車両から禁止物質が発見され、運転していたチームスタッフがフランスの警察当局に拘束されたことによって発覚した複数チームに跨る大規模なドーピングスキャンダルの通称である。

## ツール開幕前
7月8日
11日にアイルランドのダブリンで開幕するツールドフランスに帯同する為、フランスからフェリーで出国しようとしたフェスティナのスタッフであるウィリー・フートが運転するチーム車両がリール近郊で検問によって止められた。フートはチームのエースであるリシャール・ビランクの専属マッサーを務める人物であった。
車のトランクからはエリスロポエチン（EPO）が234回分、ヒト成長ホルモン (hGH) が84瓶、テストステロン160カプセルといった大量のパフォーマンス向上薬物と注射器、更に万が一の為の肝炎ワクチン (注射での感染症を防ぐ為) が発見された。
フランスではパフォーマンス向上薬物を所持することは法律違反である為、フートは警察に拘束された。この拘置の際、フートは薬物について「監督のブルーノ・ルッセルとチームドクターの指示で運んでいた」と供述した。
7月10日　ツール開幕前日
この日、記者会見でルッセルはチーム全員の無実を主張した。
ツールドフランスの大会側のトップであるディレクターのジャン＝マリー・ルブランは「拘束されているのが選手ではない以上、調査が終了するまで何らかの措置を取る事はない」という旨のコメントを発表した。

## ツール期間中
7月11日　プロローグ
- ツールは予定通りにフェスティナを含めた全21チーム揃ってプロローグで開幕した。

- 警察はリヨンにあるフェスティナチームのオフィスの家宅捜査を行い、「パフォーマンス向上薬物と疑わしい物質 （実際はパーフルオロカーボン）や詳細な手順などが書き込まれた体系的な薬物プログラムに関する選手に向けて作成された書類を押収した」と発表した。

7月12日　第1ステージ
- ツールの視察でダブリンに滞在していたフランスのマリー=ジョルジュ・ドレッセ（Marie-George Dresser）スポーツ大臣は「事実確認を行い、関与した選手及びスタッフには厳しい制裁を与えることに大会側と同意した」と発表した。

7月15日　第4ステージ　フランス入国2日目
- ステージ終了後、ルッセルとチームドクターがフィニッシュ地点のショレの地元警察から同行を求められた。一晩中に及ぶ取り調べの後に薬物の使用があったことを認めた。

7月17日　第6ステージ終了後　22時50分
- ジャンマリー・ルブランがフェスティナチームをレースから除外する決定を発表した。

7月18日　第7ステージ　個人TT
- フェスティナは前日のルブランの決定に異議を唱え、その中でビランクは「今日のTTには出走する」とコメントを発表した。しかし、ルブランの説得によりチームは決定通りに除外された。

- 同日、フランスのオージュルデュイ・アン・フランス紙（Aujourd'hui en France、フランスの大手日刊新聞「ル・パリジャン」の国内版）が同年の3月4日に現在ツール参戦中のTVM・ファームフリッツのチーム車両から104ダースのEPOがランス近郊で警察によって押収されたことを紙面に掲載した。

7月23日　休息日
- 出頭要請を受けたツールに出走したフェスティナの9名の選手と3名のスタッフがリヨン警察に出頭した。その中で選手は血液、尿、頭髪のサンプルを提出した。

取り調べの中でアルミン・マイヤー、ローラン・ブロシャール、ローラン・デュフォーの3選手がEPOの使用を認めてすぐに帰された。その後、クリストフ・モローもEPOの使用を認めた。更にアレックス・ツェーレが帰される直前に先述の4名と同様にEPOの使用を認めた。その中でツェーレは「スポンサーの為にEPOを使うことがチームの方針だった」という旨の、チーム主導による組織的なドーピングを示唆する供述をしている。
一方、ビランクは一貫して使用を否定し潔白を主張した。その中で「EPOの存在は知らず、使用されたならドクターの責任である」と供述した。
- 同日、新聞報道で名前の挙がったTVMチームが宿泊するホテルに警察の捜査が入り、監督のセース・プリームとチームドクターが拘束された。

7月24日　第12ステージ
- ステージのスタート前にローラン・ジャラベールを中心とした選手側が、選手が犯罪者扱いされることに対する不満と、警察の捜査がある中ではレースに集中できないことを主張し、ボイコットをアピールした。ルブランを筆頭とした主催者側との2時間の協議の末、再スタートが切られた。

- 同日、フェスティナの監督を含めた3名が供述の擦り合わせのためにリル警察に移送された。

7月27日　第15ステージ
- ツールに出走したフェスティナのニール・スティーブンスがEPOの使用を認めた。その中でスティーブンスは「EPOがパフォーマンス向上物質である事は知っており使用したことも認めるが、禁止物質に指定されていない (詳細は後述) のだから合法ではないか」という旨の供述をした。

7月28日　第16ステージ
- ツール参戦中のビッグマット・オウベル93チームのトラックがこの日のフィニッシュ地点のアルベールビル近郊でフランス税関による緊急の調べを受けた。

- 同日、フェスティナの監督のルッセルが釈放された。

- 同日夜にフランス警察が再びTVMチームのホテルの捜査を行い、選手が同行を求められた。深夜まで取り調べを受けた後に病院に移送され、血液、尿、頭髪のサンプルを提出した。

7月29日　第17ステージ
- 前日の捜査で休息が取れていないTVMチームの状況を知った選手側が再びボイコットしたのに加え、序盤のスプリントポイント付近で座り込みを行った。第12ステージと同様にジャラベールとルブランの話し合いが行われたが今回は決裂し、レースの放棄及びゼッケンを捨ててのサイクリングを決行した。

選手側のスポークスマンの役割を担ったジャラベールは抗議の意味のリタイアをし、所属チームのオンセ・ドイチェバンクはレースからの撤退を決定した。
この中でジャラベールは「警察の態度にはうんざりだし、ドーピングは他競技でも行われているのになぜロードレースばかり執拗に捜査されるのか」という旨のコメントを残した。
- オンセに追随する形でバネストとリゾスコッティも撤退を決定した。

- 同日夜に第10ステージの勝者で第17ステージ終了時点の山岳賞だったカジノ・AG2Rのロドルフォ・マッシとTVMのマッサー1人にパフォーマンス向上薬物の所持で逮捕状が執行された。

マッシのホテルの部屋から禁止薬物が押収された為、収監が決定した。
- 同じタイミングでポルティ、ロット・モビスター、カジノ・AG2R、ラ・フランセーズ・デ・ジューがそれぞれ宿泊するホテルに警察の捜査が入った。

この際、カジノのヴァンサン・ラブヌー、ラ・フランセーズ・デ・ジューのマルク・マディオ両監督が同行を求められた。
- ジャラベールとオンセのチームドクターが事情聴取を受けた。

- 尚、第17ステージはステージキャンセル扱いとなりステージ順位は付かず、総合成績にも組み込まれないものとなった。

7月30日　第18ステージ
- このステージ開始時点で総合4位に位置していたフェルナンド・エスカルティンを擁するケルメ・コスタブランカに加え、既に撤退したオンセ、バネスト、ケルメと同じスペイン籍のビタリシオセグロスがレースからの撤退を表明した。
- 更に前日に警察の捜査があったポルティのエースナンバーを付けていたリュック・ルブランが戦意喪失を理由に未出走を選択した。

- ステージ終了後、マッシの失格によって繰り上げで山岳賞となったクリストフ・リネロはポディウムには上がったが、抗議の意味で山岳賞ジャージに袖を通さなかった (翌日のレース中以降は着用している) 。

7月31日　第19ステージ
- スキャンダルの渦中にあったTVMがレースからの撤退を表明した。

これで全21チームの内、3分の1となる7チームがレースから撤退した。
8月2日　第21ステージ
- ツール・ド・フランス閉幕。

総合優勝はマルコ・パンターニで完走者は189名中96名だった。

## ツール閉幕後
8月3日
TVMチームの選手がレムの警察に出頭する様に通達された。
8月4日
ジャン＝マリー・ルブランが「過去10年のツールにおけるプロトンの平均速度の上昇はドーピングによるものである可能性が極めて高い」とコメントした。
総合優勝者の平均速度を見ても、1988年の総合優勝者のペドロ・デルガドがスチールフレームのバイクで38.909km/hだったのに対して1998年のパンターニはアルミフレームのバイクで39.983km/hと10年で1.1km/h近く速くなっている。
尚、パンターニの総合優勝から10年後である2008年の総合優勝者カルロス・サストレのカーボンフレームのバイクによる平均速度はアルミフレームのバイクを用いたパンターニよりも約0.5km/h速い40.5km/hだった。
更にパンターニの総合優勝から20年後である2018年の総合優勝者ゲラント・トーマスの平均速度はサストレよりも遅く、パンターニよりも約0.2km/h速い40.21km/hだった。
但し、ツール・ド・フランスは大会の性質上、毎大会コースが変わることからこれらの数字は参考にしかならず、あくまでも「『速くなった』或いは『遅くなった』傾向にある」程度に考えるべきであることを留意されたい。
その他
ドーピングの事実を認めていないフェスティナのビランクとパスカル・エルベが事情聴取を受けた。
収監されたマッシは年明けに開かれる裁判までフランスから出国できず (マッシはイタリア人) 、加えて選手としての活動を停止される見通しとなった。

## 事件の背景
本項では本事件で大きな問題となったEPOを中心に、1990年代当時のサイクルロードレース業界とドーピングの関係性について記載する。
- 本事件が発覚した1998年当時、EPOは禁止物質に指定されてはいなかった。理由は体内で自然に生成されたEPOと外部から摂取した合成EPOとを区別することが技術的に不可能であったからである。

その為、規制されることもなく選手間で公然とEPOの話が交わされていた程蔓延していた。
一部のジャーナリストや解説者からは　(罪状として問う事はできないが、倫理的問題として) 疑惑の目が向けられていたことも事実であった。
- その一方で1990年代半ばの選手たちは以下の状況に晒されていた。
  - 「 (EPOに限れば) 禁止物質に指定されていない以上、勝利の為に使えるものは全て使うのはアスリートとして至極当然である。使わないのは勝利への執念が希薄なだけであり、外野の人間から犯罪者扱いされる謂れも無い。」というスタンスを採る者もいた。
  - 団体競技であるサイクルロードレースでは勝利の為、更にはスポンサーの為に組織的にドーピングを行うチームが後を絶たなかった。
  - 例としてフェスティナ・ロータスは当時在籍していたクリストフ・バッソン（英語版）に対し、EPOを使用することで月額27万フラン（当時の日本円で540万円ほど）の報酬を提示していた[4]。しかしこれを拒否し、ロードレース界のドーピング蔓延を訴えたバッソンはその後ランス・アームストロングをはじめとした他の選手たちからレース中に暴言や嫌がらせを受け、後に路肩に追い込まれるなど危険な目にあったため、マウンテンバイクレースへと転向した[4]。
- その状況下で自然と「大多数のドーピングを行わない者は大多数の行う者より能力で劣る。これは即ちプロのライダーとして職を失うことを意味する。職を失わない為、そしてライダーとして成功するにはドーピングをする他に道はない」という風潮が生まれ、多くの選手が「ドーピングか引退か」の二者択一を迫られることとなった。

その為、ドーピングに対する罪の厳罰化が進んだ2000年代以降に比べて罪の意識が希薄だった。

- 1998年当時にもドーピング検査は存在したが、以下の様に問題の多いものだった。
  - ドーピング検査はレースやステージの勝者の他にランダムに選ばれた数名だけが受けるものであった。その為検査を受ける回数は極めて少なく、検査自体の存在が無い物に等しい状態だった。
  - 競技以外での抜き打ち検査が存在しない (抜き打ち検査がボランティア制として試験導入されたのは2000年) のでレース開始数日前以降に薬物を摂取しない限り、陽性になる事はない。

この様に検査そのものも、体制も全く実態に則したものでは無かったためにドーピングの抑止力があったとは言えないものであった。

- 技術的に不可能であった外部からのEPOの摂取を立証する為にUCIが定めた規則が「 (EPOを摂取すると増大する) 血中のヘマトクリット値の上限を50パーセントに抑えること」というものであった。しかし、これにも以下の大きな問題があった。
  - 仮に50パーセントを超えそうであっても生理食塩水を飲むか注射するだけで数値が下がるので簡単に検査の目を欺くことができる。
  - 検査の結果、ヘマトクリット値が50パーセントを超えても「EPOをパフォーマンス向上目的で使用したこと」自体は証明されていない。なのであくまでも「健康上のリスク (ヘマトクリット値が高いと多血症の可能性があり、狭心症や血栓症のリスクが高まる) を回避すること」を理由としての短い出場停止処分を課す他に手出しができない。
  - また、前項と同じ理由で仮に裁判を起こしてもドーピングの有無は問うことができず、「ドーピングをしてでも勝ちたいのか」という選手の倫理観を問うことしかできない。本事件の翌年のジロ・デ・イタリアで失格処分となったパンターニと彼に纏わる裁判がこれに該当する。
  - 更に成人男性のヘマトクリット値の平常値は通常40%台中盤迄に収まることからドーピング違反の基準値が50%となっている。しかし、稀に先天的特性で50%に近い値が平常値である者もいる。ヘマトクリット値は脱水や疲労、ストレスで数値が上昇しやすいので、平常値が高い者は数値が上昇しやすい条件の揃ったレース後に行われる検査でEPOを摂取していなくても基準値を超える可能性がある。規則に則るとドーピング違反扱いになるが、選手側がドーピングをしていないことを証明することは先述の様に技術的問題がある為に不可能である。
- EPOに限らず、他の禁止物質でもグロータイム (陽性になる期間) を短くする為の摂取方法が編み出されていた。

しかしUCIや後にドーピングの取締りを監督することとなる世界アンチ・ドーピング機関 (WADA) がそれらを知ることがなく、ドーピング違反者の取り調べの際に初めてその方法を知ったこともあったなど、ドーピングを禁止・追及する立場よりも行う立場の方が常に知識が上回っていた。
尚、2000年代に入ると技術の進歩によって体内で生成されたEPOと合成EPOとを判別することができるようになり、更にはUCIではなく第三者機関である世界アンチ・ドーピング機関 (WADA) の監督の下に検査体制が強化された為、多くの選手がドーピング違反で処分を受けることとなる。

## 本事件のその後
フェスティナ・ロータス
- ブルーノ・ルッセル

本事件でルッセルはUCIから監督のライセンスを剥奪された。後に解除されて2014年にはメキシコナショナルチームの監督に就任した。
2000年10月に禁止物質の密輸、違法な流通によるドーピング製品の使用と扇動、および違法物質の輸入、保管、取得の共謀で起訴された。ルッセルはこれを認め、執行猶予付きの1年の刑と50,000フランの罰金を科された。
また、2007年にはフェスティナ時代の組織的な脱税事件で逮捕されている。
- チームスタッフ

本事件の発端となったフートを含めて3名が逮捕され、それぞれ執行猶予と罰金が科された。
また3人とは別に、ルッセルと同じタイミングでチームドクター1名が起訴されたが、本人の健康上の理由で告訴は取り下げられた (裁判の翌年の1月に死去) 。
- 所属ライダー

大会期間中に出頭した際に採られたサンプルの内、ローラン・ブロシャール、クリストフ・モロー、ディディエ・ラースの物から禁止物質 (いずれも微量のアンフェタミン) が陽性となった。更に3名とも合成EPOを使用した事を認めた。
これを受けてフランス車連はこの3名を6か月間の資格停止処分とした。
- リシャール・ビランク

フェスティナに在籍した他のライダーが次々とドーピングの事実を認め、処分を受けている中でパスカル・エルベと共に「自分は無実であり、この疑惑は嵌められたものである」と最後まで潔白を主張し続けた。この影響で翌年のツールにビランク、エルベの両名は参加する事を主催者側から拒否された。
しかし、2000年10月にドーピングやマスキング物質の管理を他人に扇動し、麻薬の輸入に加担した罪で告発された際にエルベと共にこれらが事実であることを認めた。
これを受けてスイス車連はビランクに9ヶ月間の資格停止処分と罰金4000スイスフランを科した。

これで1998年にフェスティナ所属のライダーとしてツールに出走した9名全員がドーピングに関与したことを認めた。
フェスティナ以外のチーム・選手
- ロドルフォ・マッシ

パフォーマンス向上薬物所持で警察に収監されたマッシは史上初のドーピング容疑で逮捕されたライダーとなった。
先述の通り収監された為にレース活動が出来ない予定だったが、早々に不起訴処分となり釈放された。その為、同年のクラシカ・サンセバスチャン (DNF) とブエルタ・ア・エスパーニャ (第10ステージDNS) にも出走している。
しかし、翌1999年にイタリアオリンピック委員会は6ヶ月間の資格停止処分を科した。彼自身は処分終了後、リクイガスなど数チームを渡り歩きながら2003年まで現役を続けたが、目立った成績を残す事はなかった。
- TVM・ファームフリッツ

監督のプリームの他、チームドクターとスタッフ1名の計3名がそれぞれ執行猶予と罰金を科された。
嫌疑が晴れていない事を理由に翌年のツールに招待されなかった。
- オンセ・ドイチェバンク

1998年12月にチームドクターが禁止物質の輸入でフランスの司法当局に起訴された。
この影響で翌年のツールに監督のマノロ・セーズと起訴されたドクターが帯同することが許可されなかった。
- ラ・フランセーズ・デ・ジュー

スタッフ1人がツール終了後に逮捕され、執行猶予と罰金を科された。
- その他

本事件に関わった薬剤師2名が起訴され、それぞれ罰金を科された。
ドーピングの取り締まり
本事件を受けて翌1999年にそれまでのドーピングの取り締まりを主導してきた国際オリンピック委員会 (IOC)の主催で「スポーツにおけるドーピングに関する世界会議」が行われた。
この会議で採択された「ローザンヌ宣言」に基づき、1999年11月にドーピングの取り締まりを行う第三者機関として世界アンチ・ドーピング機関 (WADA) が設立された。
UCIはそれまでの独自路線を改め、WADAのガイドラインに従って検査を行うこととなった。また、罰則もそれまでの各国の車連の裁量に委ねられていたものから、一度の陽性で選手は過失の程度に合わせて最長で4年、最短で1年の資格停止処分が科されることとなった。また、ドーピングに関与した者 (チームドクターやスタッフ) は最短でも4年間の職務停止処分、最悪の場合は永久追放処分となるといった従来と比べてより厳しい処分が科されることとなった。
尚、現在では同一チームに在籍した選手やチーム関係者が12ヶ月の間に2度以上アンチドーピング規則の禁止事項に抵触した場合 (選手が2名以上ドーピング検査で陽性が確定するなど) 、UCIによってそのチームに対して15日以上且つ45日未満の資格停止処分が科される。しかし、チームに対する罰則が設けられたのは2015年からとチーム主導の組織的ドーピング事件である本事件が発覚してから15年以上も後のことである。
ツール・ド・フランスとロードレース業界
本事件が "Tour of Shame" と報道されて以降、ツール・ド・フランス、そしてサイクルロードレース業界はダーティーなイメージとなってしまった。この状況を救うヒーローとなった（と思われた）のがガンから復活し、この翌年から史上初のツール・ド・フランス7連覇を達成したランス・アームストロングである。
ランスはガンから復帰して最初のグランツールとして1998年のツールに出場予定だったが、コンディション不良の為にスキップしてブエルタ・ア・エスパーニャに出場した。そしてステージ最高順位は個人TTでの3位、総合は4位で終えている。
ところが後年、ランスについてもドーピング問題が浮上し、7連覇の記録もドーピングによるものとしてタイトル剥奪の憂き目にあった。

## 15年目の真実
2013年7月24日にフランス上院のドーピング調査委員会は1998年のツール・ド・フランスで採取した血液サンプルの最新技術で行った再調査の結果を公表した。その中で総合優勝のマルコ・パンターニや総合2位のヤン・ウルリッヒ、ポイント賞のエリック・ツァベルら18名がEPOを使用していたことが判明した。
この18名の中には期間中一貫して潔白を主張していたビランクに加え、選手側のスポークスマンの役割を担ったジャラベールも含まれていた。
更に総合3位のボビー・ジュリックら12名が疑わしい数値であったことが明らかになった。尚、ジュリックは2012年に「現在とは置かれた状況が違った」と釈明しながらもEPOを使用したドーピングの事実を告白しており、チーム・スカイのスタッフの職を辞している。
これで実際に広くドーピングが行われていたことは証明されたが、先述の通り当時のルール上はドーピング扱いではないとして成績の剥奪処分などは行われなかった。